# Глушковецька сільська рада
Глушкове́цька сільська́ ра́да — адміністративно-територіальна одиниця та орган місцевого самоврядування в Ярмолинецькому районі Хмельницької області. Адміністративний центр — село Глушківці.

## Загальні відомості
- Територія ради: 63,025 км²
- Населення ради: 1 454 особи (станом на 2001 рік)

## Населені пункти
Сільській раді були підпорядковані населені пункти:
- с. Глушківці
- с. Глушковецьке
- с. Слобідка-Глушковецька

## Склад ради
Рада складалася з 16 депутатів та голови.
- Голова ради: Гринчак Микола Васильович
- Секретар ради: Мальченко Євгена Володимирівна

### Керівний склад попередніх скликань
| Прізвище, ім'я, по батькові       | Основні відомості                                                 | Дата обрання | Дата звільнення |
| --------------------------------- | ----------------------------------------------------------------- | ------------ | --------------- |
| Малацківська Галина Станіславівна | Сільський голова, 1954 року народження, член Народної партії      | 26.03.2006   | 31.10.2010      |
| Гринчак Микола Васильович         | Сільський голова, 1955 року народження, освіта вища, безпартійний | 31.10.2010   |                 |

Примітка: таблиця складена за даними сайту Верховної Ради України

### Депутати
За результатами місцевих виборів 2010 року депутатами ради стали:

#### За суб'єктами висування
| Суб'єкт висування                 | Кількість обраних депутатів | %    |
| --------------------------------- | --------------------------- | ---- |
| Самовисування                     | 11                          | 68,8 |
| Партія регіонів                   | 4                           | 25   |
| Політична партія «Сильна Україна» | 1                           | 6,3  |

#### За округами
| № округу                          | Прізвище, ім'я, по батькові    | Дата визнання обраним | Освіта             | Партійна приналежність                  | Відомості про обраного депутата                |
| --------------------------------- | ------------------------------ | --------------------- | ------------------ | --------------------------------------- | ---------------------------------------------- |
| Партія регіонів                   |                                |                       |                    |                                         |                                                |
| 4                                 | Сусло Олена Миколаївна         | 04.11.2010            | середня спеціальна | член Партії регіонів                    | Дільнична лікарня, медична сестра              |
| 8                                 | Гуцал Олена Сергіївна          | 04.11.2010            | середня спеціальна | член Партії регіонів                    | приватний підприємець                          |
| 12                                | Храпач Галина Михайлівна       | 04.11.2010            | середня            | член Партії регіонів                    | Відділення зв'язку, листоноша                  |
| 16                                | Толкевич Емілія Леонідівна     | 04.11.2010            | середня            | член Партії регіонів                    | Відділення зв'язку, листоноша                  |
| Політична партія «Сильна Україна» |                                |                       |                    |                                         |                                                |
| 1                                 | Балабуст Ніна Михайлівна       | 04.11.2010            | середня            | член Політичної партії «Сильна Україна» | тимчасово не працює                            |
| Самовисування                     |                                |                       |                    |                                         |                                                |
| 2                                 | Іжевська Ольга Михайлівна      | 04.11.2010            | середня            | позапартійна                            | Територіальний центр, соціальний працівник     |
| 3                                 | Мазур Любов Олексіївна         | 04.11.2010            | середня спеціальна | позапартійна                            | , комірник                                     |
| 5                                 | Асоян Марія Федорівна          | 04.11.2010            | середня            | позапартійна                            | Обласна дитяча лікарня, медпрацівник           |
| 6                                 | Коржан Микола Іванович         | 04.11.2010            | середня            | позапартійний                           | приватний підприємець                          |
| 7                                 | Ковришкіна Наталія Михайлівна  | 04.11.2010            | середня спеціальна | позапартійна                            | Глушковецька сільська рада, головний бухгалтер |
| 9                                 | Замрик Лариса Олексіївна       | 04.11.2010            | середня спеціальна | позапартійна                            | пенсіонер                                      |
| 10                                | Дячок Олександр Анатолійович   | 04.11.2010            | вища               | позапартійний                           | тимчасово не працює                            |
| 11                                | Хомовський Юрій Борисович      | 04.11.2010            | середня спеціальна | позапартійний                           | Автозаправна станція с. Солобківі, оператор    |
| 13                                | Шамрай Віктор Васильович       | 04.11.2010            | середня            | позапартійний                           | пенсіонер                                      |
| 14                                | Мальченко Євгена Володимирівна | 04.11.2010            | середня спеціальна | позапартійна                            | Глушковецька сільська рада, секретар           |
| 15                                | Борусевич Юлія Володимирівна   | 04.11.2010            | середня            | позапартійна                            | тимчасово не працює                            |